# Lista de senadores do Brasil da 34.ª legislatura
Esta é a lista de senadores do Brasil da 34.ª legislatura do Congresso Nacional. Inclui-se o nome civil dos parlamentares, o partido ao qual eram filiados na data da posse, sua unidade federativa de origem, bem como outras informações. Esta legislatura do Senado Federal durou de 1 de fevereiro de 1927 a 31 de janeiro de 1929.

## Senadores em exercício ao fim da legislatura
| Imagem              | Nome                                 | Início de mandato       | Fim de mandato          | Observações |
| Alagoas             | Alagoas                              | Alagoas                 | Alagoas                 | Alagoas |
| ------------------- | ------------------------------------ | ----------------------- | ----------------------- | --- |
|                     | Fernandes Lima                       | 1° de Fevereiro de 1924 | 24 de Outubro de 1930   | Exerceu o mandato até que a Revolução de outubro de 1930 suprimiu os órgãos legislativos do país.                                 |
|                     | João Batista Accioli Júnior          | 1927                    | 1928                    | [ 3 ] |
|                     | Eusébio Francisco de Andrade         |                         |                         | [ 4 ] |
| Amazonas            |                                      |                         |                         | |
|                     | Aristides Rocha                      | 1° de Fevereiro de 1924 | 24 de Outubro de 1930   | Exerceu o mandato até que a Revolução de outubro de 1930 suprimiu os órgãos legislativos do país.                                 |
|                     | Barbosa Lima                         | 1° de Fevereiro de 1921 | 9 de Janeiro de 1931    | Faleceu no exercício do cargo |
|                     | Silvério José Néri                   | 11 de fevereiro de 1904 | 11 de novembro de 1930  | Perdeu o mandato com a vitória da Revolução de 1930, que dissolveu os órgãos legislativos do país, partiu para o exílio na Europa |
| Bahia               |                                      |                         |                         | |
|                     | Antônio Ferrão Muniz de Aragão       | 1° de Fevereiro de 1921 | 11 de Novembro de 1930  | [ 8 ] |
|                     | Antônio Muniz Sodré de Aragão        | 1° de Fevereiro de 1921 | 1° de Fevereiro de 1927 | [ 9 ] |
|                     | Pedro Lago                           | 1° de Janeiro de 1923   | 24 de Outubro de 1930   | [ 10 ] |
| Ceará               |                                      |                         |                         | |
|                     | Benjamin Liberato Barroso            | 1° de Fevereiro de 1918 | 31 de Janeiro de 1927   | Duas vezes Governador do Ceará (1891-1892) e (1914-1916)                                                                          |
|                     | Francisco Sá                         |                         |                         | [ 12 ] |
|                     | João Tomé de Saboia e Silva          | 1° de Fevereiro de 1921 | 31 de Janeiro de 1923   | [ 13 ] |
| Espírito Santo      |                                      |                         |                         | |
|                     | Florentino Avidos                    |                         |                         | [ 14 ] |
|                     | Manuel Silvino Monjardim             |                         |                         | [ 15 ] |
|                     | Nestor Gomes                         |                         |                         | [ 16 ] |
| Distrito Federal    |                                      |                         |                         | |
|                     | Paulo de Frontin                     |                         |                         | [ 17 ] |
|                     | Irineu Machado                       |                         |                         | [ 18 ] |
|                     | Mendes Tavares                       |                         |                         | [ 19 ] |
| Goiás               |                                      |                         |                         | |
|                     | Miguel da Rocha Lima                 | 1 de fevereiro de 1927  | 1 de fevereiro de 1929  | [ 20 ] |
|                     | Antônio Ramos Caiado                 | 1 de fevereiro de 1927  | 1 de fevereiro de 1929  | [ 21 ] |
|                     | Olegário Herculano da Silva Pinto    | 1 de fevereiro de 1927  | 1 de fevereiro de 1929  | [ 22 ] |
| Maranhão            |                                      |                         |                         | |
|                     | Antônio Brício de Araújo             |                         |                         | [ 23 ] |
|                     | Manuel Bernardino da Costa Rodrigues |                         |                         | [ 24 ] |
|                     | Francisco da Cunha Machado           |                         |                         | [ 25 ] |
| Mato Grosso         |                                      |                         |                         | |
|                     | Antônio Francisco Azeredo            |                         |                         | [ 26 ] |
|                     | Francisco de Aquino Correia          | 1° de Fevereiro de 1924 | 31 de Dezembro de 1930  | [ 27 ] |
|                     | Pedro Celestino Corrêa da Costa      |                         |                         | [ 28 ] |
| Minas Gerais        |                                      |                         |                         | |
|                     | Artur Bernardes                      |                         |                         | [ 29 ] |
|                     | Júlio Bueno Brandão                  |                         |                         | [ 30 ] |
|                     | Henrique Augusto de Oliveira Diniz   |                         |                         | [ 31 ] |
| Pará                |                                      |                         |                         | |
|                     | Dionísio Bentes                      |                         |                         | [ 32 ] |
|                     | Lauro Sodré                          |                         |                         | [ 33 ] |
|                     | Antônio Emiliano de Sousa Castro     |                         |                         | Barão de Anajás |
| Paraíba             |                                      |                         |                         | |
|                     | Antônio Massa                        |                         |                         | [ 35 ] |
|                     | Epitácio Pessoa                      |                         |                         | [ 36 ] |
|                     | Venâncio Neiva                       |                         |                         | [ 37 ] |
| Paraná              |                                      |                         |                         | |
|                     | Afonso Camargo                       |                         |                         | [ 38 ] |
|                     | Carlos Cavalcanti de Albuquerque     |                         |                         | [ 39 ] |
|                     | Marins Camargo                       |                         |                         | [ 40 ] |
| Pernambuco          |                                      |                         |                         | |
|                     | José Henrique Carneiro da Cunha      |                         |                         | [ 41 ] |
|                     | Correia de Brito                     |                         |                         | [ 42 ] |
|                     | Francisco de Assis Rosa e Silva      |                         |                         | [ 43 ] |
| Piauí               |                                      |                         |                         | |
|                     | Eurípedes Clementino de Aguiar       |                         |                         | [ 44 ] |
|                     | Firmino Pires Ferreira               |                         |                         | [ 45 ] |
|                     | Pires Rebelo                         |                         |                         | [ 46 ] |
| Rio de Janeiro      |                                      |                         |                         | |
|                     | Feliciano Pires de Abreu Sodré       |                         |                         | [ 47 ] |
|                     | Miguel Joaquim Ribeiro de Carvalho   |                         |                         | [ 48 ] |
|                     | Joaquim Moreira                      |                         |                         | [ 49 ] |
| Rio Grande do Norte |                                      |                         |                         | |
|                     | José Augusto Bezerra de Medeiros     |                         |                         | [ 50 ] |
|                     | Elói de Sousa                        |                         |                         | [ 51 ] |
|                     | Juvenal Lamartine de Faria           |                         |                         | [ 52 ] |
| Rio Grande do Sul   |                                      |                         |                         | |
|                     | Carlos Barbosa Gonçalves             |                         |                         | [ 53 ] |
|                     | Soares dos Santos                    |                         |                         | [ 54 ] |
|                     | Vespúcio de Abreu                    |                         |                         | [ 55 ] |
| Santa Catarina      |                                      |                         |                         | |
|                     | Celso Bayma                          |                         |                         | [ 56 ] |
|                     | Filipe Schmidt                       |                         |                         | [ 57 ] |
|                     | Vidal Ramos                          |                         |                         | [ 58 ] |
| São Paulo           |                                      |                         |                         | |
|                     | Adolfo Gordo                         |                         |                         | [ 59 ] |
|                     | Arnolfo Rodrigues de Azevedo         |                         |                         | [ 60 ] |
|                     | Lacerda Franco                       |                         |                         | [ 61 ] |
| Sergipe             |                                      |                         |                         | |
|                     | Gilberto Amado                       |                         |                         | [ 62 ] |
|                     | Augusto César Lopes Gonçalves        |                         |                         | [ 63 ] |
|                     | José Joaquim Pereira Lobo            |                         |                         | [ 64 ] |